# История Иерусалима в Средние века

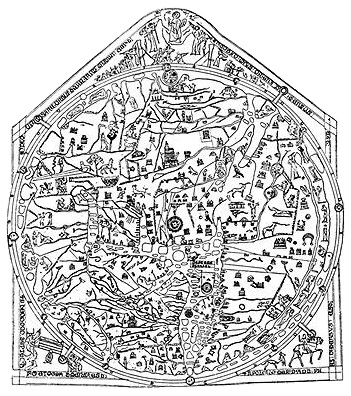
Херефордская Mapa Mundi, рисующая Иерусалим в центре мира

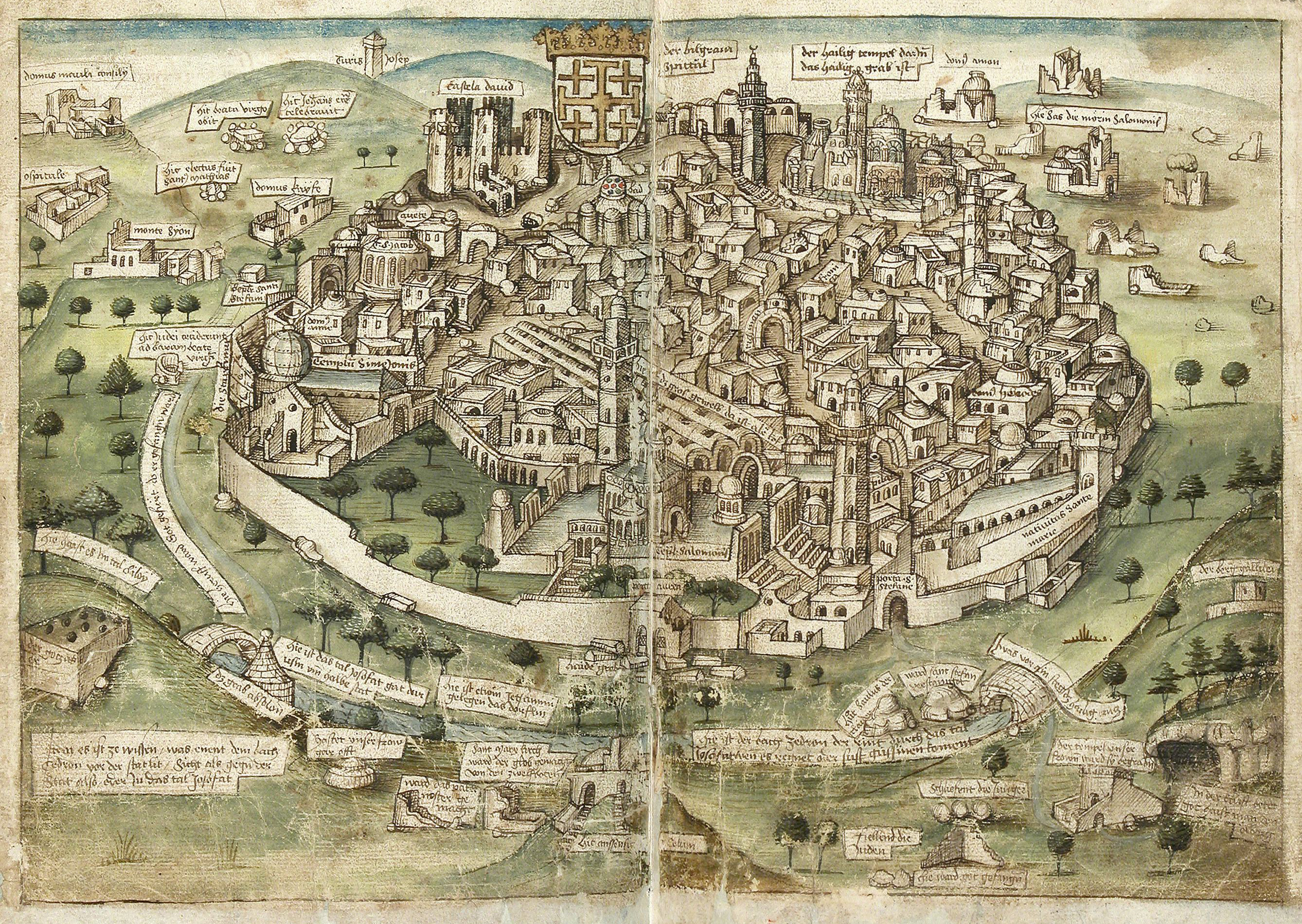
Вид Иерусалима в 1486 году. Рисунок из записок Конрада Грюненберга

В целом, история Иерусалима на протяжении Средних веков — это история упадка. Иерусалим был крупным городом Византийской империи, процветал на протяжении первых столетий мусульманского правления (640—969 годов); однако под властью Фатимидского халифата (конец X—XI век), — ко времени завоевания христианами в 1099 году, — его население сократилось с примерно двухсот до менее ста тысяч. При захвате города христиане перебили большую часть его населения, и хотя в период Иерусалимского королевства оно быстро восстановилось, в 1244 году оно вновь было истреблено, когда город отвоевали хорезмские тюрки — в живых осталось менее 2000 человек. После этого город оставался тихой заводью поздних средневековых мусульманских империй, и лишь в XVI веке его население вновь превысило 10 000 человек. Он переходил из рук в руки различных мусульманских фракций, пока в 1517 году не был окончательно завоёван османами.

## Византийское правление
После распада Римской империи начинается византийский период. В V веке город контролировался восточным продолжением Римской империи, управлявшимся из недавно переименованного Константинополя. Потом на протяжении нескольких десятилетий Иерусалим переходил от византийского правления к персидскому, затем снова оказывался византийским владением.
Вслед за рейдом сасанидского Хосрова II через Сирию в начале VII века, его генералы Шахрвараз и Шахин атаковали Иерусалим (перс. Dej Houdkh‎), будучи поддержаны евреями Палестины Примы, восставшими против византийского императора Ираклия. В ходе осады Иерусалима 614 года, после 21 дня жестоких осадных боёв, Иерусалим был захвачен. Византийские хроники сообщают, что Сасаниды и евреи перебили в городе десятки тысяч христиан, многих — в бассейне Мамилла, и разрушили их монументы и церкви, включая Храм Гроба Господня. Этот эпизод является предметом горячих дебатов между историками. Хосров отменил запрет на доступ нехристиан в Иерусалим и отдал город в управление еврейской общине. Завоёванный город останется в руках Сасанидов на протяжении около тринадцати лет, до тех пор, пока в 629 году его вновь не завоюет византийский император Ираклий.
В 625—628 годах византийцы отвоевали территорию Палестины и Иерусалим у персов; евреи отказались от поддержки Хосрова взамен на обещание амнистии. В 629 году, опасаясь нового восстания со стороны евреев, Ираклий нарушил это обещание и устроил в Иерусалиме массовую резню нежелающих креститься евреев.
В византийский период было построено большое количество кафедральных соборов, храмов и монастырей по всему округу города Иерусалима. Были открыты теологические кафедры, семинарии и иконописные школы в самом святом для христиан городе. В частности, именно тогда было воздвигнуто первое комплексное архитектурное сооружение вокруг погребальной пещеры Гроба Господнего, Голгофы, Камня Помазания и вдоль всей улицы Виа Долороза. Тогда весь этот комплекс назывался «Святые сады». На каждом святом месте было воздвигнуто по храму, монастырю или часовне. Так, были воздвигнуты монастыри в честь первых христианских мучеников и святых Ветхого Завета: пророка Илии, пророка Иоанна Крестителя, св. Анны, св. Харлампия, св. Стефана, св. Иакова, монастырь Успения Богородицы, монастырь святых Константина и Елены, монастырь Честного Креста, и многих других. Также был построен комплексный монастырь «Святой Софии» на Храмовой горе, где находился разрушенный Иерусалимский храм.
Со времён Константина и вплоть до арабского завоевания в 638 году, несмотря на интенсивное лоббирование со стороны иудео-византийцев, евреям было по-прежнему запрещено появляться в Иерусалиме — за исключением вышеупомянутого короткого периода персидского правления, с 614 по 629 годы. Остатки погребений византийского периода являются исключительно христианскими, что указывает на то, что население Иерусалима во времена Византии, вероятно, состояло только из христиан. В конечном счёте, Иерусалим стал местом пребывания одного из пяти Патриархатов христианской церкви. После Великой схизмы он остался частью Восточной Православной церкви.

## Период арабских халифатов
Среди мусульман, живших на заре ислама, Иерусалим был известен, как Мадинат баит аль-Макдис («Город Храма»), пределы которого ограничивались Храмовой горой. Остальная часть города «называлась Илайя — производное от римского названия Элия Капитолина, данного городу после разрушения в 70 году». Позже Храмовая гора стала называться аль-Харам аль-Шариф, «Благородное Святилище», в то время как окружавший её город получил название Баит аль-Макдис, а ещё позже — аль-Кудс аль-Шариф, «Благородный Город». Исламизация Иерусалима началась в первый год Хиджры (623), когда мусульманам было велено обращаться лицом к городу при выполнении своих ежедневных простраций. Через 13 лет место, в направлении которого надлежит молиться, изменилось — им стала Мекка.
Город был одним из первых завоеваний арабского халифата: в 638 году византийский Иерусалим был завоёван арабскими армиями Праведного халифа Умара ибн аль-Хаттаба. В Хрониках Вильгельма Тирского указано, что Умар ибн аль-Хаттаб лично прибыл в город, дабы принять ключи от него у греческого православного Патриарха Софрония, и заодно помолился на Храмовой горе. Софроний приветствовал Умара, поскольку, согласно библейским пророчествам, предположительно известным иерусалимской церкви, «бедный, но справедливый и могущественный человек» возвысится, чтобы стать защитником и союзником христиан Иерусалима. Софроний верил, что Умар — великий воитель, ведший аскетический образ жизни — является исполнением этого пророчества. Впервые войдя на Баит Аль-Макдис, мусульмане занялись поисками мечети аль-Акса («Удалённая мечеть»), построенной в честь истории Ночного Путешествия (Исра и мирадж) и упомянутой, согласно мусульманским верованиям, в Коране и Хадисах. Современные тем событиям арабские и еврейские источники сообщают, что место это было полно мусора, и что арабы и евреи очистили его.
В повествовании Патриарха Александрийского Евтихия говорится, что халиф Умар нанёс визит в Храм Гроба Господня — величайшее из святых мест для христиан, — и сидел во дворе его. Однако, когда пришло время молитвы, он покинул Храм и помолился вне храмовой территории, напротив входа в него, дабы не допустить, чтобы будущие поколения мусульман использовали факт его молитвы там, как предлог для превращения Храма в мечеть. Евтихий добавляет, что Умар также издал декрет, вручённый им Патриарху, которым он воспрещал мусульманам собираться на молитву в этом месте. Пятьюдесятью пятью годами позже на том месте, где молился Умар, была построена мечеть Омара, которая стоит там по сей день. Согласно галльскому епископу Аркульфу, жившему в Иерусалиме с 679 по 688 годы, Мечеть Омара была квадратным деревянным зданием, построенным поверх руин и способным вместить 3000 молящихся.
После падения Иерусалима халиф Умар ибн аль-Хаттаб позволил евреям снова — спустя четыреста лет — вернуться в город, свободно жить и практиковать свою религию. Умар подписал договор с монофизитским Патриархом Софронием, заверив его, что христианские святые места и население Иерусалима при мусульманском правлении будут под защитой.
Шестьюдесятью годами позже, в конце VII века, халиф Омейядской династии Абдул-Малик заказал и осуществил строительство Купола Скалы на Храмовой горе Иерусалима. Хотя в Коране название «Иерусалим» не упоминается, Хадис утверждает, что именно из Иерусалима Мухаммад вознёсся на небо во время Ночного Путешествия; Абд аль-Малик построил восьмигранный, крытый золотом Купол так, чтобы включить в состав святилища Камень Основания, с которого, как считалось, вознёсся Мухаммад. Историк X в. аль-Мукаддаси пишет, что Абд аль-Малик построил это святилище, дабы конкурировать в великолепии с монументальными церквями Иерусалима.

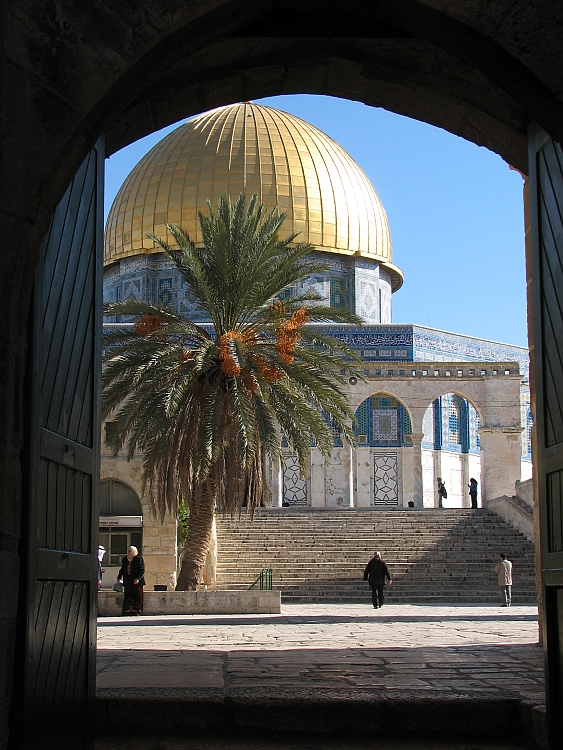
Купол Скалы, вид через Хлопковые ворота

На протяжении первых веков мусульманского правления, в особенности в период династий Омейядов (650—750) и Аббасидов (750—969), город процветал; географы Ибн-Хаукаль и аль-Истахри (X век) описывают Иерусалим, как «самую плодородную среди провинций Палестины», в то время как родной сын города, географ аль-Мукаддаси (родился в 946 году), посвятил его восхвалению множество страниц в самом своём знаменитом труде — Лучшее разделение для познания климатов. В течение следующих четырёх сотен лет значимость Иерусалима постепенно уменьшалась, по мере того как арабские государства региона пытались перехитрить друг друга, соперничая за контроль над ним. При мусульманском правлении Иерусалим не достиг того политического или культурного статуса, каким могли похвастаться столицы Дамаск, Багдад, Каир и т. д. Интересно, что имя аль-Мукаддаси происходит от арабского названия Иерусалима, Баит аль-Мукаддас, которое лингвистически эквивалентно ивритскому Баит Ха-Микдаш, Святой Дом.

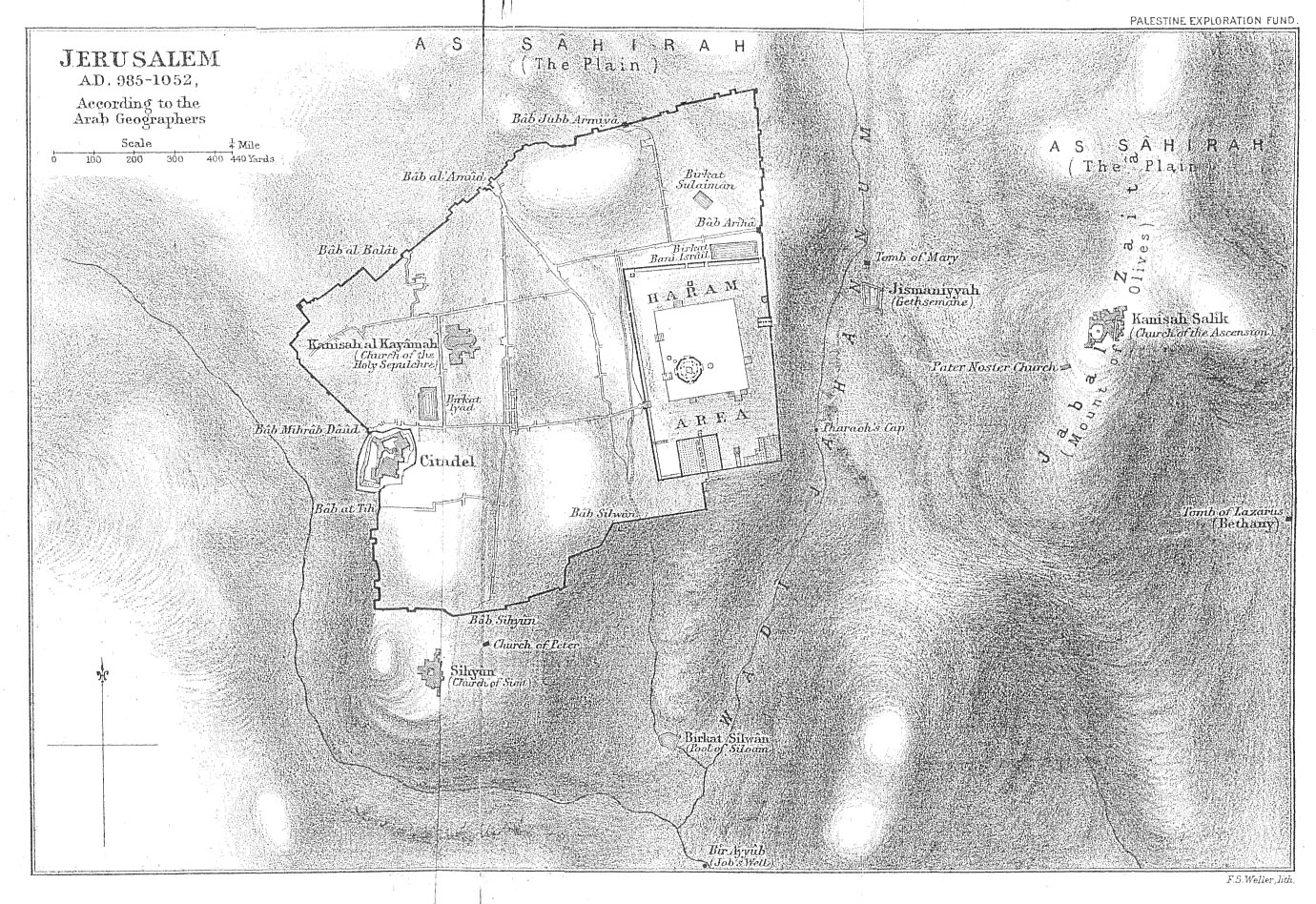
Карта Иерусалима, каким он представлялся в 958—1052 годах, согласно таким арабским географам, как аль-Мукаддаси

Ранний арабский период характеризовался толерантностью в отношении присутствия в городе христианских и еврейских общин; при этом еврейскому населению была предоставлена наибольшая свобода и привилегии. Однако, члены общин — в особенности, христиане — являлись, в сущности, гражданами второго сорта: они были глубоко дискриминированы и принуждены жить в условиях «зависимости и унижения», соблюдая жёсткие правила в отношении богослужения, передвижения, владения собственностью, ремонта зданий и т. д. Им было запрещено обращать в свою веру, совершать богослужения вне специально отведённых мест; приказано уступать мусульманам дорогу на улицах; они были ограничены в территориях, по которым они могли путешествовать, принуждены кланяться перед мусульманскими мечетями и имамами, обязаны носить особую одежду, ограничены в числе паломников, которым позволялось посещать святые места.
Император Карл Великий создал прецедент западноевропейского влияния в регионе посредством разнообразных соглашений с халифами, в соответствии с которыми франки взяли паломников под защиту. В начале X в. Каролингская империя пришла в упадок — начался очередной период преследований со стороны мусульман; однако эту пустоту заполнили оправившиеся византийцы и, по мере увеличения империи благодаря византийским крестовым походам, христианам было вновь разрешено совершать паломничества в Иерусалим.
На рубеже тысячелетия возникло мессианское Караитское движение, ставившее целью сбор в Иерусалиме — что привело к «золотому веку» Караитской учёности в городе, конец которому был положен лишь Крестовыми походами.
В начале XI в., по мере того как границы Византии продвигались в Левант, ограниченная терпимость мусульманских правителей в отношении христиан на Ближнем востоке пошла на убыль. Египетский фатимидский халиф Аль-Хаким Биамриллах приказал разрушить все церкви по всей территории Аль-Ислама, начиная с церквей Иерусалима. Храм Гроба Господня, почитаемый большинством христиан, как место распятия и погребения Христа, попал в число разрушенных мест поклонения — однако позже было дано разрешение на его восстановление.
В 1033 году произошло землетрясение, сильно повредившее мечеть аль-Акса; между 1034 и 1036 годами фатимидский халиф Али аз-Захир восстановил и полностью обновил её. Было радикально уменьшено количество нефов, с пятнадцати до семи. Аз-Захир построил четыре аркады центрального зала и проход, которые в настоящее время служат основанием мечети. Центральный проход по ширине в два раза превосходил остальные проходы и имел большую двускатную крышу, поверх которой был сооружён купол, сделанный из дерева. Знаменитый исмаилитский богослов, ученый и поэт Насир Хосров описывает Мечеть Акса во время своего визита в 1047 году:
Территория Харам (Благородное Святилище) лежит в восточной части города; так что, чтобы пройти от базара к мечети, надо идти на восток. Сначала возвышается прекрасный портик (дарга)… Когда войдешь в эту дверь, по правую руку находятся две большие галереи (ривак), в каждой из них двадцать девять мраморных колонн. Капители и базы их сделаны из разноцветного мрамора, а промежутки между камнями заполнены свинцом. На колоннах этих покоятся каменные арки, выстроенные без применения глины и извести, так что каждая арка состоит из четырёх-пяти камней, не больше. Эти галереи идут почти что до самой максурэ.
В 1073 году сельджукский военачальник, тюркский эмир Атсиз ибн Увак аль-Хваризми осадил и захватил Иерусалим, номинально подчинив его власти халифата Аббасидов. В 1077 году, по возвращении после катастрофической попытки захвата Каира, — столицы халифата Фатимидов, — он обнаружил, что в его отсутствие жители Иерусалима восстали и вынудили его гарнизон укрыться в цитадели. В результате он вновь осадил город и, захватив его вновь, перебил порядка 3 000 мятежных жителей — включая тех, кто нашёл убежище в мечети Аль-Акса. В 1079 году Атсиз был убит своим номинальным союзником сельджукским принцем Тутушем, который впоследствии установил в регионе более прочную власть Аббасидов. Тутуш передал управление городом Артуку, другому сельджукскому военачальнику. Новый период нестабильности начался в 1091 году, по смерти Артука, преемниками которого стали два его сына, — Сёкмен и Ильгази, — бывшие непримиримыми соперниками. Иерусалим несколько раз переходил от одного из них к другому и обратно до тех пор, пока в 1098 году Фатимиды, — ухватившись за возможность, представившуюся в связи с приближением Первого крестового похода, — не восстановили контроль над городом.
Согласно Рабби Элиягу из Хельма, на протяжении XI в. в Иерусалиме жили германские евреи. Рассказывают, что германоязычный еврей спас жизнь молодого немца по фамилии Долбергер. Поэтому, когда рыцари Первого крестового похода подошли и осадили Иерусалим, один из членов семьи Долбергер спас палестинских евреев и привёз их обратно в Вормс — чтобы отплатить за услугу. Дополнительные подтверждения наличия германских общин в святом городе получены в форме галахических вопросов, посланных из Германии в Иерусалим на протяжении второй половины XI в.

## Период Иерусалимского королевства крестоносцев

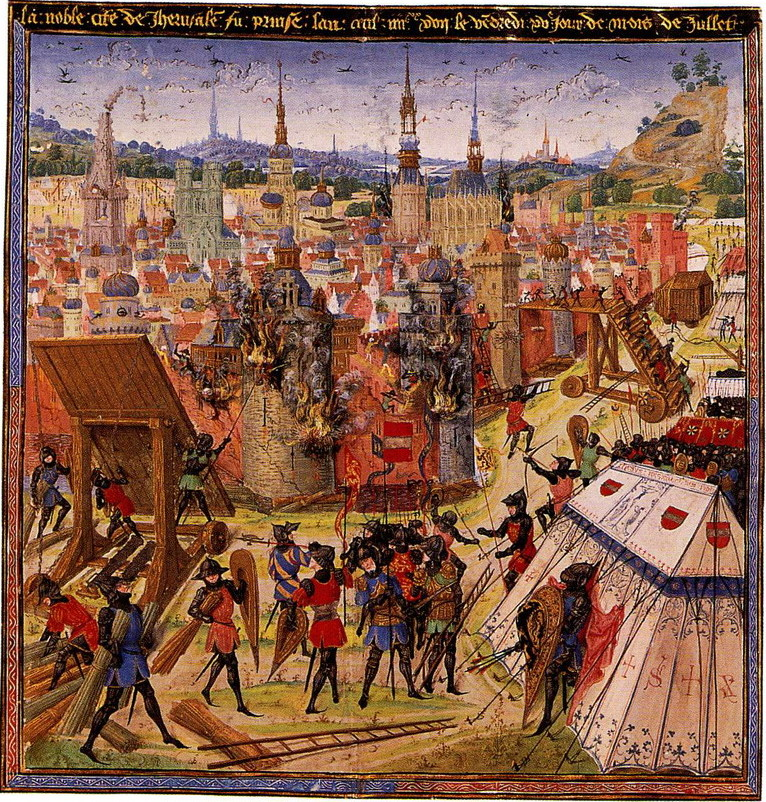
Средневековая иллюстрация захвата Иерусалима во время Первого крестового похода, 1099

Это был короткий, но сравнительно бурный и значимый период в истории Иерусалима. Впервые после разрушения города в 70 году Иерусалим стал столицей отдельного политического образования — статус, вновь обретённый городом лишь в период Британского Мандата в XX веке.
Период крестоносцев в истории Иерусалима радикально повлиял на историю всего Ближнего Востока; это влияние распространилось за пределы региона — в исламский мир и христианскую Европу. Крестовые походы повысили статус Иерусалима в иерархии святых для ислама мест, однако духовным или политическим центром ислама город не стал. К концу периода Айюбидов название Иерусалима более не было связано с идеей джихада, и геополитический статус города понизился — город стал второстепенным, вначале для Мамлюкской империи, а затем для османов.
Эти потрясения не обошли стороной еврейскую общину Иерусалима, которая, несмотря на сложные обстоятельства, пробивалась сквозь волны смерти и разрушения и восстанавливала пришедший в упадок город.

### Иерусалим крестоносцев

#### Завоевание Иерусалима крестоносцами
Сообщения о возобновившихся убийствах христианских паломников и поражение, нанесённое Византии сельджуками, повлекли за собой Первый крестовый поход, который был «запущен» в 1095 году призывом к оружию папы Урбана II. Четыре главные армии крестоносцев покинули Европу в августе 1096 г. и отправились возвращать себе Святую землю. Главной их целью стало завоевание Иерусалима. По мере приближения к Иерусалиму армий Первого крестового похода дурное обращение с христианами лишь усилилось. Опасаясь, что восточные христиане пребывают в сговоре с приближающимися крестоносцами, фатимидские мусульманские власти Иерусалима перебили большую часть коренного христианского населения, наблюдая, как спасшиеся счастливчики в страхе бегут из города. Хотя крестоносцы надеялись защитить христианских паломников, которых атаковали и убивали турки; защитить христианские святые места, разрушавшиеся халифом Аль-Хакимом Биамриллахом; и, фактически, явились в ответ на мольбы о помощи со стороны восточно-христианского императора Византии Алексея I Комнина — подтверждений какого-либо «сговора» не существует.
7 июня 1099 года, отказавшись от безуспешной осады Арки, крестоносцы подошли к Иерусалиму. 13 июня тщательно укреплённый город был осаждён, атаки на городские стены начались 14 июля, а 15-го была поднята осадная башня. К полудню крестоносцы были на стене, и мусульманская оборона рухнула. Фатимиды потеряли контроль над Иерусалимом. Храня верность своему союзу с мусульманами, евреи были среди самых рьяных защитников города от крестоносцев. Когда город пал, крестоносцы вырезали почти всё его мусульманское и еврейское население, утопив город «по колено в крови». Восточные христиане были изгнаны из города, поскольку их новые латинские правители считали, что они были в сговоре с мусульманами. Иерусалим обезлюдел.

#### Столица Иерусалимского королевства
Крестоносцы создали Иерусалимское королевство — феодальное государство во главе с королём, с латинской церковью и латинским Патриархом под управлением Папы. Иерусалим стал столицей латинского королевства, христианским городом после 450-ти лет ислама. 22 июля 1099 года первым латинским властителем города был избран Готфрид Бульонский. Из смирения и почтения к Иисусу он отказался называться королём в городе, в котором, по его мнению, лишь Иисус имел право именоваться царём, и называл себя не более чем хранителем Иерусалима; таким образом, королевской короны он не получил. Год спустя Готфрид умер, и бароны предложили власть над Иерусалимом его брату Балдуину I, графу Эдесскому. В отличие от Готфрида, Балдуин пожелал принять титул короля Иерусалима и осуществил свою коронацию Патриархом Даимбертом в Рождество 1100 году в Вифлеемской базилике.

Резня, учинённая крестоносцами в Иерусалиме, привела к драматическому изменению состава его населения. Мусульмане и евреи были убиты либо высланы, появляться в городе им было запрещено. Город был практически опустошён, и многие дома были оставлены. Большинство крестоносцев вернулись домой в Европу, и лишь малое число паломников поселилось в Святой Земле; оно столкнулось с серьёзными трудностями — включая расположение столицы их Иерусалимского королевства в стороне от основных торговых путей и вдалеке от прибрежных портов. Латинское население Иерусалима было очень невелико и сгруппировано вокруг Храма Гроба Господня и Башни Давида. Вильгельм Тирский писал:
внутри самых домов, лежавших в пределах стен, нельзя было жить спокойно и безопасно, ибо число наших было весьма невелико, a поврежденные стены были легко доступны для неприятеля. Ночью разбойники врывались в обезлюдевшие города и многих убивали в собственных их домах; вследствие сего одни тайно, a другие совершенно явно бросали приобретенные ими жилища и возвращались домой
 Первым шагом крестоносцев было положить конец бегству населения посредством принятия закона, гласившего, что человек, удерживавший собственность в течение года, становится её владельцем. Реальный прогресс был достигнут благодаря заселению Иерусалима жителями, принадлежавшими к сектам Восточного христианства. Прежде всего, в город были возвращены христиане, депортированные до начала осады (крестоносцы назвали их «сирийцами»); одновременно местные власти поощряли других христиан селиться в Иерусалиме. Дабы блокировать возвращение выживших мусульман и евреев, Иерусалим был реколонизирован посредством притока разнородной массы греков, болгар, венгров, грузин, армян, сирийцев, египтян, несториан, маронитов, яковитов, монофизитов, коптов и прочих (хотя взаимные подозрения между этими разнородными группами и борьба за превосходство и контроль над Храмом Гроба Господня порождали массу проблем). В результате к 1099 году население Иерусалима вновь выросло до примерно 30 000 человек.
В 1115 году Балдуин I предложил часть Иерусалима сирийским восточным христианам Трансиордании. Последние часто являлись объектом мусульманской агрессии, а потому незамедлительно приняли предложение Балдуина, покинули свои дома и заново обжили постоянно населённый с тех пор северо-восточный квартал, который был назван в их честь.
Вениамин Тудельский, посетивший Иерусалим в 1173 году, описал его, как маленький город, полный яковитов, армян, греков и грузин. Две сотни евреев населяли угол города под Башней Давида.
Христианские поселенцы с Запада приступили к восстановлению главных святилищ, ассоциируемых с жизнью Христа. Храм Гроба Господня был амбициозно перестроен в виде огромной романской церкви, а мусульманские святилища на Храмовой Горе (Купол Скалы и мечеть аль-Акса) были преобразованы под христианские цели.
Правители-крестоносцы поощряли торговлю. В 1120 году король Балдуин II Иерусалимский обложил пошлинами ввозимые в Иерусалим товары и продукты питания. Затем пошлины были распространены на все виды торговли и все сельскохозяйственные продукты питания, ввозимые в город из внутренних районов страны.
Нехарактерным для средневекового города образом, экономика Иерусалима существенно зависела от посещения огромным количеством паломников, путешествовавших в 12 веке в Иерусалим из христианской Европы. Дальнейший импульс она получила, когда была освобождена от таможенных платежей, что позволило городским рынкам развиваться и продавать паломникам импортные товары. Важность этой отрасли продолжила расти с оформлением статуса Иерусалима, как святого места, что также привело к улучшению дорог и повышению уровня транспортной безопасности. Ещё одним фактором, оказывавшим влияние на экономику города, были действовавшие в Иерусалиме разнообразные административные центры — королевские, церковные и военные.
Именно в этом периоде франкской оккупации берут своё начало военные ордена. Будучи столичным городом, Иерусалим являлся центром для многих из них. Старейшим был орден Госпитальеров, изначально основанный для предоставления медицинской помощи путешествовавшим в Иерусалим христианским паломникам. Со временем орден взял на себя военные функции, дабы сражаться с мусульманами. Его первым местом нахождения был участок, ныне известный под названием Муристан, рядом с Храмом Гроба Господня. Там орден построил больницу и убежище для паломников. По словам Вениамина Тудельского, орден был способен противостоять четырёмстам конным рыцарям неверных.
Вторым орденом был орден Тамплиеров, основанный в 1118 году. Его официальным предназначением, как то заявлено в декларации основателей, была охрана королевства крестоносцев в Святой земле и обеспечение доступа паломников к святым местам в Иерусалимском королевстве — в особенности, в связи с продолжавшимися рейдами бедуинов для обращения в рабство и террористическими атаками вдоль дорог со стороны сохранившегося мусульманского населения. Наряду с защитой паломников, Тамплиеры предоставляли значительную военную силу, — включавшую тысячи солдат с несколькими сотнями рыцарей, — для обороны Королевства Иерусалимского. Король Иерусалима Балдуин II разрешил формировавшемуся ордену Тамплиеров разместить свою штаб-квартиру в захваченной мечети Аль-Акса, в которой с течением времени добавили сложные конструкции и усилили укрепления. Крестоносцы верили, что мечеть построена поверх руин Первого храма, и потому называли мечеть «Храмом Соломона». Именно по причине такого местоположения орден получил своё название «Рыцари Храма» или «Тамплиеры» («Храмовники»). По словам Вениамина Тудельского, «300 рыцарей» их Храма Соломона готовы были сражаться с врагами христианской веры.
Ещё один орден, Святого Лазаря, был основан для ухода за больными проказой. Для них вне стен Иерусалима было устроено отдельное место, названное в честь Святого Лазаря. Название этого лепрозория распространилось на колонии прокажённых по всей Европе. Орден святого Лазаря включал в себя как прокажённых, так и здоровых людей, занимавших религиозные и военные должности. Этот феномен — военный религиозный орден прокажённых, игравших активную роль в стране наряду со здоровым населением — в то время не имел аналогов в Европе.

### Айюбидский Иерусалим

#### Завоевание Иерусалима Саладином
Иерусалимское королевство существовало до 1291 года. Однако под властью таких эффективных лидеров, как Саладин, мусульманский мир стал более единым; после победы мусульман в битве при Хаттине 4 июля 1187 года почти все города и цитадели королевства были завоёваны мусульманской армией под предводительством Саладина и подчинены династии Айюбидов, мусульманскому султанату, правившему на Ближнем Востоке в XII в. 17 сентября мусульманские войска подошли к стенам Иерусалима, а 20 сентября Саладин сам во главе своей армии осадил город, в котором находились около 30000 жителей и ещё 30000 беженцев со всей Христианской Земли Израиля. Осада была сравнительно недолгой, но интенсивной и кровопролитной, поскольку обе стороны рассматривали город, как свой религиозный и культурный центр. После тяжёлых боёв мусульманам удалось разрушить городские укрепления в зоне между Дамасскими воротами и воротами Ирода — возле того места, где крестоносцы ворвались в город в 1099 году. Защитники осознавали, что они обречены, и что удержать христианский контроль над Иерусалимом невозможно. По требованию латинского патриарха Ираклия и, возможно, под давлением гражданского населения, христиане решили вступить с Саладином в переговоры с целью достичь соглашения о сдаче под условиями. Крестоносцы пригрозили, в случае продолжения блокады, повредить исламские святые места на Храмовой горе — Купол Скалы и мечеть аль-Акса. Эта угроза, наряду с давлением со стороны командиров мусульманских батальонов, требовавших прекращения боёв, привела к подписанию контракта, согласно которому город сдавался Саладину, а население становилось военнопленными, которые могли выкупать себя за плату.
2 октября Иерусалим был передан Саладину. Богатым жителям города, включая настоятеля и латинских христиан, удалось спастись; согласно условиям сдачи, 60000 франков — по получении выкупа — были высланы. Однако бедные и беженцы, пришедшие в город с пустыми руками, были не в состоянии заплатить выкуп. Большая часть церковных драгоценностей была вывезена из города латинским Патриархом, который передал их мусульманской кавалерии, чтобы освободить некоторых пленников. Тысячи других Саладин отпустил без компенсации — включая королеву Сибиллу, жену Ги де Лузиньяна, короля Иерусалимского, которой было разрешено посещать своего мужа в тюрьме в Наблусе. Около 15000 христиан остались в городе лишёнными средств к существованию. Через 40 дней они в качестве пленников были под конвоем доставлены в мусульманские города, такие как Дамаск и Каир, где провели остаток своей жизни в рабстве. Христиане, которым удалось спастись из земли Израиля и Иерусалима, отправились через порты, контролируемые египтянами, — такие, как Ашкелон и даже Александрия, — где они были погружены на корабли итальянских коммун, находившиеся на пути в Европу.
Падение Иерусалима и святых мест шокировало Европу. Этот шок послужил причиной внезапной смерти папы Урбана III и отправки Третьего крестового похода. Для Саладина завоевание Иерусалима было значительным политическим достижением, которое обусловило его статус защитника религии и легендарного военного главнокомандующего, и придало ему особый статус в мусульманском мире.

#### Иерусалим при мусульманском правлении
После завоевания Иерусалима Саладин приступил к уничтожению христианских черт города. Кресты над святыми местами на Храмовой горе были сняты, а здания возвращены в своё прежнее состояние в качестве мечетей. Мечеть аль-Акса, которая на протяжении периода крестоносцев являлась центром ордена Тамплиеров, была «очищена» от каких бы то ни было христианских символов. Сооружённые крестоносцами дополнения к зданиям были разрушены. Из Купола Скалы были удалены идолы и алтари, и зданию была возвращена функция мечети. Церковь св. Анны превратилась в медресе, другие церкви были разрушены, а камни, из которых они были построены, использованы для заделки повреждений от осады. В дополнение к этому, большое внимание было уделено восстановлению и усилению городских укреплений, дабы подготовиться к возможным будущим атакам христиан.
Саладин разрешил отправление всех религий и позволил евреям и мусульманам вернуться и поселиться в Иерусалиме. Крестоносцы были изгнаны из города; однако местные восточные христиане, принадлежавшие к Восточным православным церквям, оставались в качестве зимми — то есть платили подушный налог (Арабское: Jizz’ya جزية) и взамен получили разрешение остаться в городе. Храм Гроба Господня был передан Греческой православной общине, а ключи от церкви были доверены двум мусульманским семьям.
При Айюбидской династии Саладина начался период массивного инвестирования в сооружение домов, рынков, публичных бань и хостелов для паломников, равно как и в учреждение религиозных фондов. Чтобы укрепить позиции и имидж мусульман Иерусалима, Саладин создал систему вакфа, которая поддерживала религиозные институты Иерусалима — такие, как школы и мечети, — посредством привязки доходов и ренты к величине имущества и предоставления фондов для финансирования текущего содержания зданий и поддержки верующих.
Реакция христианского мира была быстрой, и в 1190 году из Европы нагрянул Третий крестовый поход, имевший целью развернуть вспять результаты поражения в битве при Хаттине и вновь вернуть себе Иерусалимское королевство и Иерусалим. Сражения начались с осады Акры (1189-91) — а оттуда крестоносцы, ведомые Ричардом Львиное Сердце, двинулись дальше, на Иерусалим. После военного успеха в битве при Арсуфе крестоносцы прибыли к Иерусалиму, но по разнообразным тактическим и политическим причинам отошли и решили не пытаться завоевать его. Вместо этого обе стороны вступили в переговоры, во время которых Саладин заявил, что идея джихада и святость Иерусалима для ислама обретают новое и ключевое значение. В письме королю Англии он признал, что не может обсуждать будущее Иерусалима:
Не подобает королю, в душе его, полагать такой отказ возможным – никогда не осмелился бы я сказать мусульманам хоть слово о том.
В конечном счёте, мусульмане вынудили Ричарда Львиное сердце покинуть святую Землю, однако по Яффскому договору 1192 года христианам была гарантирована возможность свободно совершать паломничество к святым местам.

#### Разрушение Иерусалима
Со смертью Саладина в 1193 году империя Айюбидов распалась и была разделена между его сыновьями. Это привело к борьбе между различными княжествами, в процессе которой альянсы то формировались, то распадались. Из-за отсутствия у города стратегического значения и междоусобной борьбы Айюбидов Иерусалим потерял свой статус столицы и религиозного центра, и стал провинциальным городком в империи, центром которой часто являлся Дамаск или Каир. Для крестоносцев, однако, он оставался в фокусе христианско-мусульманского конфликта. Это сочетание снизившегося геополитического статуса и межрелигиозной розни привело к уничтожению города во время Пятого крестового похода.
Айюбидский правитель Сирии, султан Дамаска Аль-Му’аззам, — который до этого момента твёрдо намеревался восстановить укрепления и постройки Иерусалима, — в ожидании сдачи города крестоносцам (что входило в условия мирного договора) решил осуществить систематическое разрушение укреплений крестоносцев в Леванте в целом и в Иерусалиме в частности. Это была одна из составляющих целенаправленной тактики выжженной земли, нацеленной на недопущение для всех будущих крестовых походов возможности закрепиться в городе и регионе. Приказ султана сровнять город с землёй казался настолько неправдоподобным, что для его выполнения потребовалось личное присутствие Аль-Му’аззама в Иерусалиме. Город подвергся двум волнам разрушения, в 1219 и 1220 годах. То было разрушение абсолютное и безжалостное, в ходе которого сначала были сровнены с землёй стены города, — что оставило Иерусалим беззащитным и нанесло тяжёлый удар по его статусу, — а позже было уничтожено большинство построек. Это вызвало драматическую реакцию населения, решившего, что настал день Страшного суда. В знак траура мусульманки Иерусалима обстригли свои волосы на площади Храмовой горы. Подавляющее большинство населения, включая еврейскую общину, покинуло Иерусалим; в городе остались стоять лишь цитадель Башни Давида, Храм Гроба Господня и священные владения мусульман на Храмовой Горе.

### Возвращение крестоносцев

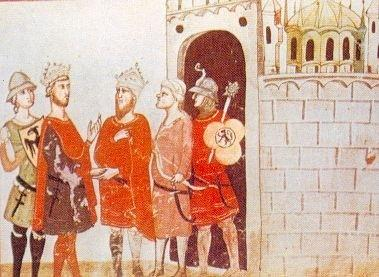
Встреча Фридриха II (слева) и египетского султана Малика Аль-Камила (справа) у стен Иерусалима

Попытки восстановить власть христиан в Иерусалиме и вернуть ситуацию к состоянию до битвы при Хаттине привели к серии крестовых походов, истощивших европейские государства. Тем не менее, после Шестого крестового похода, предпринятого императором Священной Римской империи Фридрихом II в 1222 году, Иерусалим вернулся под христианский контроль мирным путём — он был сдан Фридриху потомком Саладина, Айюбидским султаном Египта Аль-Камилем, по условиям договора, заключённого между ними в 1229 году. Айюбиды сохранили за собой контроль над мусульманскими святыми местами. Из арабских источников следует, что, согласно условиям договора, Фридриху не позволялось строить стены или укрепления в Иерусалиме, а также вдоль полосы земли, соединявшей город с побережьем. В 1239 году, после того как истёк срок действия десятилетнего соглашения, Фридрих приказал восстановить стены. Однако, в отсутствие внушительной армии крестоносцев, которой он располагал изначально в течение десяти предшествовавших лет, его планы были успешно расстроены — в том же году стены были вновь разрушены эмиром Керака ан-Насиром Да’удом. В 1243 году Иерусалим прочно перешёл под власть христианского королевства, и стены были отремонтированы. Однако этот период оказался чрезвычайно коротким, поскольку с севера наступала большая армия тюркскких и персидских мусульман.

## Правление державы Айюбидов

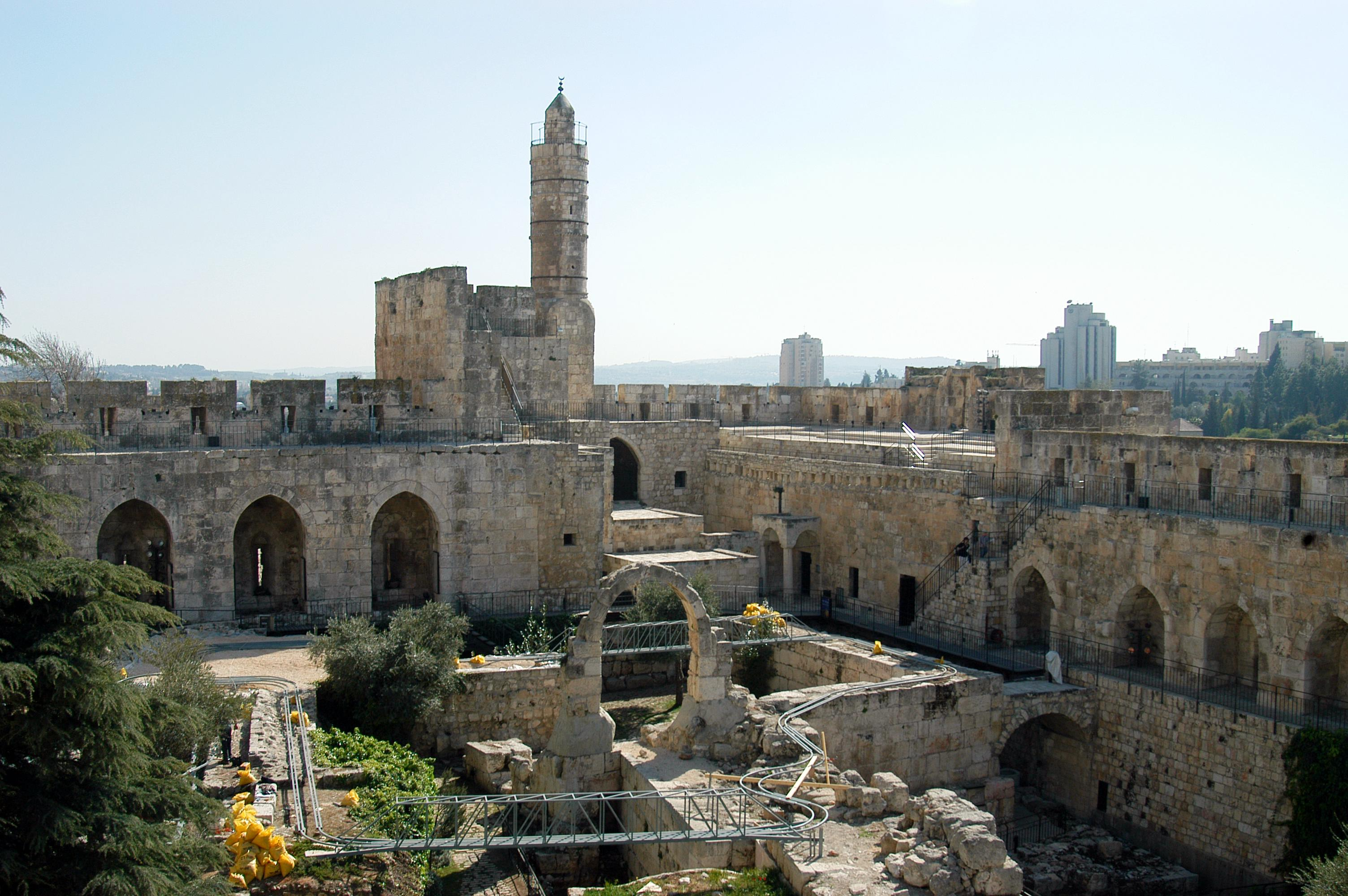
Средневековая Башня Давида (Мигдаль Давид) в современном Иерусалиме

В 1244 году Иерусалим оказался во власти хорезмских тюрков, которых вытеснили надвигающиеся монголы. Отойдя на запад, хорезмцы вступили в союз с египтянами, правителем которых был Айюбидский султан аль-Малик аль-Салих. Он сформировал свою конницу из числа хорезмских татар и направил остатки Хорезмской империи в Левант, где он хотел организовать мощную оборону против монголов. В соответствии с этой целью, главным достижением хорезмцев было истребление местного населения, особенно в Иерусалиме. 11 июля 1244 года город был ими окружён и захвачен, а 23 августа сдалась городская цитадель — Башня Давида. Затем хорезмцы безжалостно перебили христианское население города и изгнали евреев, оставив в живых лишь 2 000 человек, христиан и мусульман, во всём городе. Это нападение побудило европейцев отреагировать Седьмым крестовым походом, хотя новые силы, собранные королём Людовиком, не добились никакого успеха даже в Египте — не говоря уже о том, чтобы добраться до Палестины.
После того, как у него возникли проблемы с хорезмцами, мусульманский султан Аль-Салих начал отправлять вооружённые экспедиции для набегов на христианские общины и захвата мужчин, женщин и детей. Эти рейды, называвшиеся «риацца», достигали Кавказа, Чёрного моря, Византии и прибрежных районов Европы. Новопорабощённые разделялись согласно категориям. Женщин делали либо служанками, либо сексуальными рабынями. Мужчин, в зависимости от возраста и возможностей, превращали в слуг либо убивали. Маленьких мальчиков и девочек отправляли к имамам, где их обращали в ислам. В зависимости от способностей, мальчиков затем превращали в евнухов или направляли на длившееся десятилетиями обучение в качестве рабов-солдат султана. Из этой армии обращённых рабов, именуемых мамлюками, ковались мощные вооружённые силы. Затем султан использовал свою новую мамлюкскую армию, чтобы покончить с Хорезмской империей, и в 1247 году Иерусалим вернулся под власть египетских Айюбидов.

## Правление мамлюков и рейды монголов

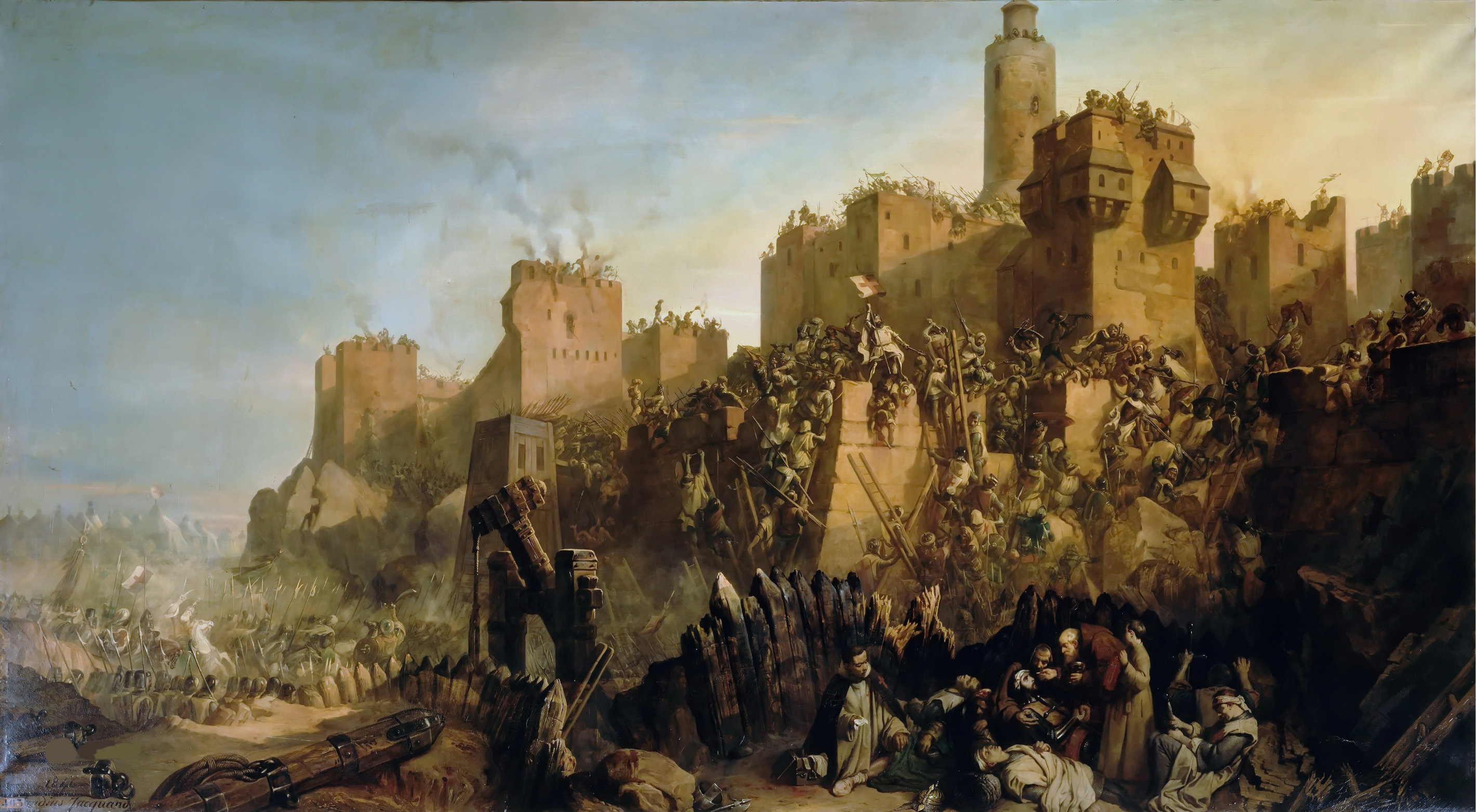
«Жак Моле захватывает Иерусалим, 1299» — изображение воображаемого события, созданное в 1800-х годах Claudius Jacquand и вывешенное в «Зале крестовых походов» в Версале. В реальности — хотя монголы могли, в техническом смысле, контролировать город в течение нескольких месяцев в начале 1300 года (поскольку мамлюки временно отступили в Каир, а никаких других войск в регионе не было) — такой битвы не было, а де Моле в это время, почти наверняка, находился на острове Кипр, то есть даже не вблизи от находившегося вдали от моря Иерусалима.

Когда аль-Салих умер, его вдова, рабыня Шаджар ад-Дурр, захватила власть в качестве Султаны — каковую власть она затем передала мамлюкскому лидеру Айбеку, ставшему султаном в 1250 году. Тем временем христианские правители Антиохии и Киликийской Армении сдали свои территории под власть монголов, и сражались бок о бок с последними во время экспансии империи в Ирак и Сирию. В 1260 году часть монгольской армии, под властью Хулагу Хана, выступила в направлении Египта и была остановлена мамлюками в Галилее, в решающей битве при Айн-Джалуте; мамлюки одержали победу, монголы отступили, и Иерусалим был захвачен египетским Мамлюкским султанатом. В начале 1300 года имело место ещё несколько монгольских рейдов в южный Левант — вскоре после того, как монголам удалось захватить города в северной Сирии; однако, монголы оккупировали регион всего на несколько недель, а затем снова отступили в Иран. Мамлюки перегруппировались и несколькими месяцами позже вновь закрепили за собой контроль над южным Левантом, не встретив значительного сопротивления. После этого мамлюки управляли Иерусалимом вплоть до 1517 года. Город не обладал большим политическим влиянием, и считался мамлюками фактически местом ссылки впавших в немилость чиновников. Сам город управлялся эмиром низкого уровня.
Имеется мало свидетельств, которые указывали бы на то, достигли или нет монгольские рейды Иерусалима как в 1260, так и в 1300 годах; в то время Иерусалим не рассматривался, как стратегически значимое поселение. Однако, имеются сообщения о том, что некоторые из находившихся в Иерусалиме евреев временно бежали в соседние деревни. Исторические свидетельства, относящиеся к этому периоду времени, имеют тенденцию к противоречивости — в зависимости от того, историк какой национальности являлся автором того или иного свидетельства. К тому же, по Европе ходило большое количество слухов и городских легенд, утверждавших, что монголы захватили Иерусалим и намереваются вернуть его крестоносцам. Однако слухи эти оказались ложными. Общий консенсус современных историков состоит в том, что, хотя Иерусалим мог подвергаться или не подвергаться рейдам, монголы никогда не предпринимали никаких попыток включить Иерусалим в свою административную систему — что было бы необходимо для того, чтобы полагать территорию «завоёванной», в отличие от «подвергшейся набегу».
Регион пострадал от множества землетрясений и чёрной оспы. Мамлюкские султаны уделяли особое внимание визитам в город, финансированию новых построек, стимулированию мусульманских поселений и расширению мечетей. Во время правления султана Бейбарса мамлюки возобновили альянс мусульман с евреями, и Бейбарс основал два новых святилища — один посвящённый Моисею, другой Салиху — чтобы побудить бесчисленных мусульманских и еврейских паломников прибывать в регион одновременно с христианами, наполнявшими город на Пасху.
В 1267 году алию в Иерусалим совершил каталонский еврейский мудрец Нахманид (также известный под именем Рамбан). Он основал в Старом Городе синагогу Рамбана, вторую по возрасту из действующих иерусалимских синагог — после синагоги Караитских евреев, построенной 300 годами ранее.
Некоторое европейское христианское присутствие в городе поддерживалось Орденом Святого Гроба Господнего Иерусалимского. Даже во время конфликтов, в небольших количествах продолжали прибывать паломники.
Доминиканский священник Феликс Фабри, посетивший город в 1482 году, написал, что Иерусалим — «место проживания множества наций мира, и есть, как и был, собрание мерзостей всех сортов». В качестве «мерзостей» он перечислил сарацин, греков, ассирийцев, яковитов, абиссинцев, несториан, армян, грегориан, маронитов, туркоман, бедуинов, ассасинов, возможно секту друзов и мамлюков. Как христиане, так евреи жили в Иерусалиме в великой бедности и в условиях огромных лишений, «христиан немного, но много евреев, и их мусульмане преследуют множеством способов.» Лишь латинские христиане «жаждут всем своим сердцем, чтобы христианские князья пришли и привели всю страну под власть Римской церкви».

### Деятельность францисканцев
В 1219 году основатель религиозного францисканского ордена Франциск Ассизский сам посетил регион с целью проповеди Евангелия мусульманам, которых рассматривал, как братьев, а не врагов. Результатом миссии стала встреча с султаном Египта Маликом аль-Камилем, которого удивило необычное поведение Франциска. Первым архиепископом, или руководителем, ордена был брат Элия из Ассизи. Францисканская Восточная провинция простиралась до Кипра, Сирии, Ливана и Святой земли. До захвата Акры (18 мая 1291 года) францисканские монахи присутствовали в Акре, Сидоне, Антиохии, Триполи, Яффе и Иерусалиме.
На Кипре, который они выбрали убежищем после исчезновения латинского королевства, францисканцы начали планировать возвращение в Иерусалим в связи с хорошими политическими взаимоотношениями между христианскими правительствами и Мамлюкским султанатом Египта. Папа Николай IV — сам францисканец — достиг с мамлюкским султаном договорённости, разрешавшей латинским священнослужителям совершать богослужения в Храме Гроба Господня. С согласия султана, папа Николай IV отправил в Иерусалим группу монахов, чтобы продолжать проводить латинскую литургию. Поскольку город являлся немногим более, чем «тихой заводью», они не располагали формальным помещением, а жили просто в хостеле для паломников, до тех пор пока в 1300 году король Роберт Сицилийский не сделал султану большой подарок деньгами. Роберт попросил, чтобы францисканцам было разрешено владеть Сионской церковью, часовней Марии в Храме Гроба Господня и Пещерой Рождества, и султан дал своё разрешение. Однако все остальные христианские святые места были оставлены в запустении.
Около 1333 года французскому монаху Роже Герину удалось купить Сенакль (комнату, в которой происходила Тайная вечеря) на горе Сион и немного земли, чтобы построить рядом монастырь для монахов с помощью средств, предоставленных королём и королевой Неаполя. Двумя папскими буллами, Gratias Agimus и Nuper Carissimae, изданными в Авиньоне 21 ноября 1342 года, папа Климент VI создал и утвердил новое образование, которое станет известно под названием «Францисканская Кустодия Святой земли» (Custodia Terrae Sanctae).
Монахи — из какой бы провинции Ордена они ни прибыли — относились к юрисдикции отца-попечителя (руководителя) монастыря на горе Сион и находились в Иерусалиме, в Сенакле, в Храме Гробе Господня и в Базилике Рождества Христова в Вифлееме. Их главными задачами было обеспечение поддержания литургической жизни в этих христианских святилищах; оказание духовной помощи прибывающим с Запада паломникам и европейским торговцам, живущим в главных городах Египта, Сирии и Ливана либо проезжающим через эти города; и осуществление прямых и согласованных взаимоотношений с ориентальными общинами Восточного христианства.
Брат Альберто да Сартеано использовал монастырь на горе Сион для осуществления своей папской миссии по формированию союза Восточных христиан (греков, коптов и эфиопов) с Римом во время Флорентийского собора (1440 год). По той же причине группа, возглавляемая братом Джованни ди Калабриа, остановилась в Иерусалиме по пути на встречу с христианским негусом Эфиопии (1482 год).
В 1551 году монахи были изгнаны турками из Сенакля и из их примыкающего монастыря. Однако им было предоставлено разрешение на покупку грузинского женского монастыря в северо-восточном квартале города, который стал новым центром Кустодии в Иерусалиме и развился в Латинский монастырь Святого Спасителя (на арабском известный под названием Даир аль Атин دير الاتين
دير اللاتين)